# NGC 1821
NGC 1821 est une galaxie irrégulière de type magellanique située dans la constellation du Lièvre. NGC 1821 a été découverte par l'astronome américain Francis Leavenworth en 1885.

## Caractéristiques
Sa vitesse par rapport au fond diffus cosmologique est de 3 618 ± 6 km/s, ce qui correspond à une distance de Hubble de 53,4 ± 3,7 Mpc (∼174 millions d'al).
La classe de luminosité de NGC 1821 est V-VI et elle présente une large raie HI.

## Supernova
La supernova SN 2002bj a été découverte dans NGC 1821 le 28 février 2002 indépendamment les astronomes amateurs américain Tim Puckett et canadien Jack Newton ainsi que M. Papenkova et W. D. Li dans le cadre du programme LOTOSS de l'observatoire Lick. Cette supernova était de type Ia.